# Giải bóng đá hạng nhì quốc gia Síp
Giải bóng đá hạng nhì quốc gia Síp (tiếng Hy Lạp: Πρωτάθλημα Β΄ Κατηγορίας) là hạng bóng đá cao thứ hai trong hệ thống các giải bóng đá Síp.
Được điều hành bởi Hiệp hội bóng đá Síp, giải có sự tham gia của 16 đội, với 3 đội đầu bảng được lên chơi tại Giải bóng đá vô địch quốc gia Síp và 3 đội cuối bảng sẽ xuống chơi tại Giải bóng đá hạng ba quốc gia Síp.

## Đội bóng
Có 16 đội tham dự Giải bóng đá hạng nhì quốc gia Síp 2018–19, bao gồm:
| - Ayia Napa - AEZ Zakakiou - Akritas Chlorakas - Anagennisi Deryneia - Aris Limassol - ASIL Lysi - Digenis Oroklinis - Ethnikos Achna | - THOI Lakatamia - Karmiotissa - MEAP Nisou - Othellos Athienou - Olympiakos Nicosia - Omonia Aradippou - Onisilos Sotira - PAEEK |

## Các đội vô địch (giải đấu không chính thức: 1935–1953)
Bảng sau trình bày các đội bóng vô địch giai đoạn 1935–1953, khi giải đấu chưa chính thức. Trong giai đoạn đó, giải bao gồm các đội dự bị của các câu lạc bộ tham dự Giải bóng đá hạng nhất quốc gia Síp (để dành tất cả danh hiệu) và các đội không tham gia ở Hạng Nhất.
Giai đoạn 1941–1944, giải vô địch không diễn ra do Thế chiến thứ II. Nhiều người Síp gia nhập quân đội Hi Lạp và Anh, và cũng thành lập hiến pháp Síp. Hầu hết các đội bóng đều tham gia dự án quốc gia bằng cách thu tiền và áo quần để gửi đến Hi Lạp giúp đỡ người Hi Lạp và quân đội. Hơn nữa, nhiều người Hi Lạp tị nạn đến Síp. Do chiến tranh xảy ra nên CFA quyết định hủy bỏ tất cả các giải đấu.
| Mùa giải | Vô địch           |
| -------- | ----------------- |
| 1934–35  | APOEL (đội dự bị) |
| 1935–36  | Trust (đội dự bị) |
| 1936–37  | APOEL (đội dự bị) |
| 1937–38  | APOEL (đội dự bị) |
| 1938–39  | APOEL (đội dự bị) |

| Mùa giải | Vô địch                 |
| -------- | ----------------------- |
| 1939–40  | APOEL (đội dự bị)       |
| 1944–45  | EPA Larnaca (đội dự bị) |
| 1945–46  | APOEL (đội dự bị)       |
| 1946–47  | APOEL (đội dự bị)       |
| 1947–48  | APOEL (đội dự bị)       |

| Mùa giải | Vô địch                    |
| -------- | -------------------------- |
| 1948–49  | APOEL (đội dự bị)          |
| 1949–50  | APOEL (đội dự bị)          |
| 1950–51  | AEL Limassol (đội dự bị)   |
| 1951–52  | Çetinkaya Türk (đội dự bị) |
| 1952–53  | APOEL (đội dự bị)          |

## Đội vô địch
Bảng dưới đây trình bày tất cả các đội vô địch kể từ mùa giải 1953–54, khi giải đấu được chính thức khởi tranh.
| Mùa giải | Vô địch                 |
| -------- | ----------------------- |
| 1953–54  | Aris Limassol           |
| 1954–55  | Nea Salamis Famagusta   |
| 1955–56  | Aris Limassol           |
| 1956–57  | Apollon Limassol        |
| 1957–58  | Orfeas Nicosia          |
| 1958–59  | Not held1               |
| 1959–60  | Alki Larnaca            |
| 1960–61  | Enosis Agion Omologiton |
| 1961–62  | Panellinios Limassol    |
| 1962–63  | Panellinios Limassol    |
| 1963–64  | Not held2               |
| 1964–65  | Orfeas Nicosia          |
| 1965–66  | APOP Paphos             |
| 1966–67  | ASIL Lysi               |
| 1967–68  | Evagoras Paphos         |
| 1968–69  | Enosis Neon Paralimni   |
| 1969–70  | Digenis Akritas Morphou |
| 1970–71  | APOP Paphos             |
| 1971–72  | Evagoras Paphos         |
| 1972–73  | APOP Paphos             |
| 1973–74  | ASIL Lysi               |
| 1974–75  | APOP Paphos             |

| Mùa giải | Vô địch               |
| -------- | --------------------- |
| 1975–76  | Chalkanoras Idaliou   |
| 1976–77  | APOP Paphos           |
| 1977–78  | Omonia Aradippou      |
| 1978–79  | Keravnos              |
| 1979–80  | Nea Salamis Famagusta |
| 1980–81  | Evagoras Paphos       |
| 1981–82  | Alki Larnaca          |
| 1982–83  | Ermis Aradippou       |
| 1983–84  | Olympiakos Nicosia    |
| 1984–85  | Ermis Aradippou       |
| 1985–86  | Ethnikos Achna        |
| 1986–87  | APEP                  |
| 1987–88  | Keravnos              |
| 1988–89  | Evagoras Paphos       |
| 1989–90  | EPA Larnaca           |
| 1990–91  | Evagoras Paphos       |
| 1991–92  | Ethnikos Achna        |
| 1992–93  | Omonia Aradippou      |
| 1993–94  | Aris Limassol         |
| 1994–95  | Evagoras Paphos       |
| 1995–96  | APOP Paphos           |
| 1996–97  | AEL Limassol          |

| Mùa giải  | Vô địch                     |
| --------- | --------------------------- |
| 1997–98   | Olympiakos Nicosia          |
| 1998–99   | Anagennisi Deryneia         |
| 1999–2000 | Digenis Akritas Morphou     |
| 2000–01   | Alki Larnaca                |
| 2001–02   | Nea Salamis Famagusta       |
| 2002–03   | Anagennisi Deryneia         |
| 2003–04   | Nea Salamis Famagusta       |
| 2004–05   | APOP Kinyras                |
| 2005–06   | AEP Paphos                  |
| 2006–07   | APOP Kinyras                |
| 2007–08   | AEP Paphos                  |
| 2008–09   | Ermis Aradippou             |
| 2009–10   | Alki Larnaca                |
| 2010–11   | Aris Limassol               |
| 2011–12   | Ayia Napa                   |
| 2012–13   | Aris Limassol               |
| 2013–143  | Ayia Napa                   |
| 2014–15   | Enosis Neon Paralimni       |
| 2015–16   | Karmiotissa Pano Polemidion |
| 2016–17   | Alki Oroklini               |
| 2017–18   | Enosis Neon Paralimni       |

1Giải vô địch không tổ chức vì tình hình bất ổn ở Síp do cuộc chiến EOKA.
2Giải vô địch không tổ chức do Giáng sinh Đẫm máu (1963).
3 Mùa giải 2013–14 chia thành hai hạng, B1 và B2. Hai nhóm không cùng cấp độ, khi B1 cao hơn B2. Đội vô địch Hạng Nhì được xác định là đội vo địch Nhóm B1, Ayia Napa. Đội vô địch Nhóm B2 là Karmiotissa Pano Polemidion.

### Thành tích theo câu lạc bộ
| Câu lạc bộ                  | Số lần vô địch | Mùa giải vô địch                   |
| --------------------------- | -------------- | ---------------------------------- |
| APOP Paphos                 | 6              | 1966, 1971, 1973, 1975, 1977, 1996 |
| Evagoras Paphos             | 6              | 1968, 1972, 1981, 1989, 1990, 1994 |
| Aris Limassol               | 5              | 1954, 1956, 1993, 2011, 2013       |
| Nea Salamis Famagusta       | 4              | 1955, 1980, 2002, 2004             |
| Alki Larnaca                | 4              | 1960, 1982, 2001, 2010             |
| Ermis Aradippou             | 3              | 1983, 1985, 2009                   |
| Enosis Neon Paralimni       | 3              | 1969, 2015, 2018                   |
| AEP Paphos                  | 2              | 2006, 2008                         |
| Ayia Napa                   | 2              | 2012, 2014                         |
| Anagennisi Deryneia         | 2              | 1999, 2003                         |
| APOP Kinyras                | 2              | 2005, 2007                         |
| ASIL Lysi                   | 2              | 1967, 1974                         |
| Digenis Akritas Morphou     | 2              | 1970, 2000                         |
| Ethnikos Achna              | 2              | 1986, 1992                         |
| Keravnos                    | 2              | 1979, 1988                         |
| Olympiakos Nicosia          | 2              | 1984, 1997                         |
| Omonia Aradippou            | 2              | 1978, 1993                         |
| Orfeas Nicosia              | 2              | 1958, 1965                         |
| Panellinios Limassol        | 2              | 1962, 1963                         |
| AEL Limassol                | 1              | 1997                               |
| Alki Oroklini               | 1              | 2017                               |
| APEP                        | 1              | 1987                               |
| Apollon Limassol            | 1              | 1957                               |
| Enosis Agion Omologiton     | 1              | 1961                               |
| EPA Larnaca                 | 1              | 1990                               |
| Karmiotissa Pano Polemidion | 1              | 2016                               |
| Chalkanoras Idaliou         | 1              | 1976                               |

## Số đội bóng tham dự và thăng hạng mỗi mùa giải
Số đội bóng tham gia và số đội bóng lên chơi tại Giải bóng đá hạng nhất quốc gia Síp thay đổi nhiều lần trong nhiều năm. Trong một số mùa giải, không có đội nào thăng hạng, trong các mùa giải khác, chỉ có đội vô địch được thăng hạng và một số mùa giải thì có hai hoặc ba đội đầu bảng thăng hạng. Trong vài mùa giải, có trận play-off giữa một đội ở Hạng Nhất và Hạng Nhì diễn ra với việc đội thắng cuộc sẽ tham dự Hạng Nhất mùa sau và đội thua cuộc sẽ tham dự Hạng Nhì.
| Mùa giải | N.          | Thăng hạng                                |
| -------- | ----------- | ----------------------------------------- |
| 1953–54  | 9 (2 nhóm)  | Aris Limassol                             |
| 1954–55  | 11 (3 nhóm) | Nea Salamis Famagusta                     |
| 1955–56  | 8 (2 nhóm)  | Aris Limassol                             |
| 1956–57  | 9 (2 nhóm)  | Apollon Limassol                          |
| 1957–58  | 9 (2 nhóm)  | Orfeas Nicosia                            |
| 1959–60  | 8 (2 nhóm)  | Alki Larnaca, A.Y.M.A.                    |
| 1960–61  | 9 (2 nhóm)  | No promotion1                             |
| 1961–62  | 10 (3 nhóm) | No promotion2                             |
| 1962–63  | 9 (2 nhóm)  | No promotion2                             |
| 1964–65  | 8 (2 nhóm)  | No promotion1                             |
| 1965–66  | 11 (2 nhóm) | APOP Paphos                               |
| 1966–67  | 12 (2 nhóm) | ASIL Lysi                                 |
| 1967–68  | 10 (2 nhóm) | Evagoras Paphos                           |
| 1968–69  | 13          | Enosis Neon Paralimni                     |
| 1969–70  | 17          | Digenis Akritas Morphou                   |
| 1970–71  | 12          | APOP Paphos                               |
| 1971–72  | 12          | Evagoras Paphos, ASIL Lysi, Aris Limassol |
| 1972–73  | 14          | APOP Paphos                               |
| 1973–74  | 14          | ASIL Lysi                                 |
| 1974–75  | 19 (2 nhóm) | No promotion3                             |
| 1975–76  | 13          | Chalkanoras Idaliou                       |
| 1976–77  | 14          | APOP Paphos                               |
| 1977–78  | 14          | Omonia Aradippou                          |
| 1978–79  | 14          | Keravnos                                  |
| 1979–80  | 14          | Nea Salamis Famagusta                     |
| 1980–81  | 14          | Evagoras Paphos, APOP Paphos              |
| 1981–82  | 14          | Alki Larnaca, Aris Limassol               |
| 1982–83  | 14          | Ermis Aradippou, Ethnikos Achna           |
| 1983–84  | 14          | Olympiakos Nicosia, Evagoras Paphos       |
| 1984–85  | 14          | Ermis Aradippou, APOP Paphos              |
| 1985–86  | 14          | Ethnikos Achna, Omonia Aradippou          |

| Mùa giải  | N. | Thăng hạng                                                     |
| --------- | -- | -------------------------------------------------------------- |
| 1986–87   | 15 | APEP, Anagennisi Deryneia                                      |
| 1987–88   | 15 | Keravnos, Omonia Aradippou                                     |
| 1988–89   | 15 | Evagoras Paphos, Alki Larnaca                                  |
| 1989–90   | 15 | EPA Larnaca, APEP                                              |
| 1990–914  | 14 | Evagoras Paphos, Omonia Aradippou                              |
| 1991–924  | 14 | Ethnikos Achna, APOP Paphos                                    |
| 1992–934  | 14 | Omonia Aradippou, APEP                                         |
| 1993–945  | 14 | Aris Limassol                                                  |
| 1994–95   | 11 | Evagoras Paphos, Alki Larnaca                                  |
| 1995–96   | 14 | APOP Paphos, APEP F.C., Anagennisi Deryneia                    |
| 1996–97   | 14 | AEL Limassol, Evagoras Paphos, Ethnikos Assia                  |
| 1997–98   | 14 | Olympiakos Nicosia, Doxa Katokopias, Aris Limassol             |
| 1998–99   | 14 | Anagennisi Deryneia, Ethnikos Assia, APOP Paphos               |
| 1999–2000 | 14 | Digenis Akritas Morphou, Aris Limassol, Doxa Katokopias        |
| 2000–01   | 14 | Alki Larnaca, Ethnikos Assia, Ermis Aradippou                  |
| 2001–02   | 14 | Nea Salamis Famagusta, Digenis Akritas Morphou, Aris Limassol  |
| 2002–03   | 14 | Anagennisi Deryneia, Doxa Katokopias, Onisilos Sotira          |
| 2003–04   | 14 | Nea Salamis Famagusta, Aris Limassol, Alki Larnaca             |
| 2004–05   | 14 | APOP Kinyras, APEP, THOI Lakatamia                             |
| 2005–06   | 14 | AEP Paphos, Aris Limassol, Ayia Napa                           |
| 2006–07   | 14 | APOP Kinyras, Alki Larnaca, Doxa Katokopias                    |
| 2007–08   | 14 | AEP Paphos, APEP, Atromitos Yeroskipou                         |
| 2008–09   | 14 | Ermis Aradippou, Aris Limassol, Nea Salamis Famagusta          |
| 2009–10   | 14 | Alki Larnaca, AEK Larnaca, Olympiakos Nicosia                  |
| 2010–11   | 14 | Aris Limassol, Nea Salamis Famagusta, Anagennisi Deryneia      |
| 2011–12   | 14 | Ayia Napa, Doxa Katokopias, AEP Paphos                         |
| 2012–136  | 14 | Aris Limassol, AEK Kouklia, Ermis Aradippou                    |
| 2013–147  | 8  | Ayia Napa, Othellos Athienou                                   |
| 2014–15   | 14 | Enosis Neon Paralimni, Pafos FC, Aris Limassol                 |
| 2015–16   | 14 | Karmiotissa Pano Polemidion, AEZ Zakakiou, Anagennisi Deryneia |
| 2016–17   | 14 | Alki Oroklini, Pafos FC, Olympiakos Nicosia                    |

Ghi chú: Đội thăng hạng được liệt kê theo thứ hạng cuối cùng trong giải đấu.
1CFA quyết định không có thăng hạng hoặc đá play-off với đội cuối bảng hay các đội ở Hạng Nhất mùa giải đó.
2Đội vô địch đá play-off với đội cuối bảng Hạng Nhất, đội thắng cuộc tham dự Hạng Nhất mùa sau và đội thua cuộc đá Hạng Nhì. Các đội ở Giải bóng đá hạng nhất quốc gia Síp thắng tất cả các trận play-off trước các đội Hạng Nhì.
3 Mùa giải 1974–75, vì Turkish invasion of Cyprus buộc nhiều đội có trụ sở ở Bắc Síp phải đóng cửa tạm thời hoặc vĩnh viễn, CFA quyết định tổ chức Special mixed championship of Second & Third Division. Trong giải này có sự tham gia của tất cả các đội bóng ở Hạng Nhì và Hạng Ba. Sự tham gia là tùy chọn.
4Đội xếp thứ 3 đá playoff với đội thứ 12 của Hạng Nhất. Trong tất cả các trường hợp, đội ở Hạng Nhì đều thua.
5 Đội xếp thứ 2 đá playoff với đội thứ 11 của Hạng Nhất. Trong tất cả các trường hợp, đội ở Hạng Nhì đều thua.
6 Đội xếp thứ 4 đá playoff với đội thứ 11 của Hạng Nhất. Trong tất cả các trường hợp, đội ở Hạng Nhì đều thua.
7 Mùa giải 2013–14 giải đấu được chia thành hai hạng đấu, Nhóm B1 và B2, mỗi hạng 8 đội. Hai nhóm không nằm cùng cấp độ, Nhóm B1 cao hơn Nhóm B2. Chỉ có 2 đội đầu bảng Nhóm B1 được lên chơi ở Hạng Nhất.

## Số lần tham gia của mỗi câu lạc bộ
Từ trước đến này, có 87 đội đã tham dự Giải bóng đá hạng nhì quốc gia Síp kể từ mùa giải 1953–54 (bao gồm cả mùa giải 2017–18).
| Đội bóng                | Số lần |
| ----------------------- | ------ |
| PAEEK                   | 471    |
| Chalkanoras Idaliou     | 35     |
| Orfeas Nicosia          | 32     |
| Omonia Aradippou        | 32     |
| Akritas Chlorakas       | 30     |
| Anagennisi Deryneia     | 28     |
| Othellos Athienou       | 28     |
| Onisilos Sotira         | 27     |
| APOP Paphos             | 26     |
| Ermis Aradippou         | 24     |
| Ethnikos Assia          | 24     |
| Doxa Katokopias         | 22     |
| Keravnos                | 222    |
| APEP                    | 213    |
| ASIL Lysi               | 21     |
| Digenis Akritas Morphou | 20     |
| Evagoras Paphos         | 18     |
| THOI Lakatamia          | 18     |
| AEM Morphou             | 16     |
| Ethnikos Achna          | 16     |
| Alki Larnaca            | 15     |
| Aris Limassol           | 15     |

| Đội bóng                  | Số lần |
| ------------------------- | ------ |
| AEZ Zakakiou              | 14     |
| Adonis Idaliou            | 12     |
| AEK Ammochostos           | 12     |
| ENAD Ayiou Dometiou       | 12     |
| Ayia Napa                 | 12     |
| Ethnikos Asteras Limassol | 10     |
| Iraklis Gerolakkou        | 10     |
| Anagennisi Larnacas       | 9      |
| Panellinios Limassol      | 9      |
| Olympiakos Nicosia        | 8      |
| Apollon Lympion           | 7      |
| Elpida Xylofagou          | 7      |
| EPAL                      | 7      |
| Nea Salamis Famagusta     | 7      |
| Parthenon Zodeia          | 7      |
| Enosis Neon Paralimni     | 7      |
| Amathus Limassol          | 6      |
| Digenis Akritas Ipsona    | 6      |
| MEAP Nisou                | 6      |
| Neos Aionas Trikomou      | 6      |
| Anagennisi Germasogeias   | 5      |
| Arion Lemesou             | 5      |

| Đội bóng                         | Số lần |
| -------------------------------- | ------ |
| Enosis Neon Parekklisia          | 5      |
| Othellos Famagusta               | 5      |
| AEK/Achilleas Ayiou Theraponta   | 4      |
| AEP Paphos                       | 4      |
| Antaeus Limassol                 | 4      |
| APEP Pelendriou                  | 4      |
| Atromitos Yeroskipou             | 4      |
| Achilleas Kaimakli               | 4      |
| Ethnikos Defteras                | 4      |
| Nikos & Sokratis Erimis          | 4      |
| Digenis Oroklinis                | 4      |
| Karmiotissa Pano Polemidion      | 4      |
| APOP Kinyras                     | 3      |
| Armenian Young Men's Association | 3      |
| ENAD Polis Chrysochous           | 3      |
| Enosis Agion Omologiton          | 3      |
| Enosis Kokkinotrimithia          | 3      |
| Kentro Neotitas Maroniton        | 3      |
| Rotsidis Mammari                 | 3      |
| SEK Agiou Athanasiou             | 3      |
| Apollon Athienou                 | 2      |
| Apollon Limassol                 | 2      |

| Đội bóng             | Số lần |
| -------------------- | ------ |
| Gaydzak Nicosia      | 2      |
| Gençlik Gücü         | 2      |
| LALL Lysi            | 2      |
| Demi Spor Larnaca    | 2      |
| Doğan Türk Birliği   | 2      |
| Orfeas Athienou      | 2      |
| Pafos FC             | 2      |
| Mağusa Türk Gücü     | 2      |
| AEK Kakopetrias      | 1      |
| AEK Kouklia          | 1      |
| AEK Larnaca          | 1      |
| AEL Limassol         | 1      |
| AEM Mesogis          | 1      |
| Alki Oroklini        | 1      |
| Achyronas Liopetriou | 1      |
| EPA Larnaca          | 1      |
| Ethnikos Latsion     | 1      |
| Kinyras Empas        | 1      |
| Olympos Xylofagou    | 1      |
| Frenaros FC          | 1      |
| P.O. Xylotymbou      | 1      |

1Đội bóng có 15 lần tham dự với tư cách PAEK, 3 lần tham dự với tư cách PAEK/AEK và 28 lần tham dự với tư cách PAEEK.

2Đội bóng có một số lần tham dự với tư cách Enosis-Keravnos.

3Đội bóng có 3 lần tham dự với tư cách APEP Limassol và 18 lần tham dự với tư cách APEP Pitsilias.
Giải đấu mùa giải 2017–18:
|  | Giải bóng đá hạng nhất quốc gia Síp 2017–18 (11) |
|  | Giải bóng đá hạng nhì quốc gia Síp 2017–18 (14)  |
|  | Giải bóng đá hạng ba quốc gia Síp 2017–18 (7)    |
|  | STOK Elite Division 2017–18 (4)                  |
|  | Không còn là thành viên của CFA (14)             |
|  | Câu lạc bộ không còn tồn tại (36)                |